# Saropogon ehrenbergii
Saropogon ehrenbergii är en tvåvingeart som beskrevs av Friedrich Hermann Loew 1851. Saropogon ehrenbergii ingår i släktet Saropogon och familjen rovflugor. Inga underarter finns listade i Catalogue of Life.